# Joseph Robert Crowley
Joseph Robert Crowley (* 12. Januar 1915 in Fort Wayne; † 4. Februar 2003 in South Bend) war römisch-katholischer Weihbischof in Fort Wayne-South Bend.

## Leben
Der Bischof von Fort Wayne, John Francis Noll, weihte ihn am 1. Mai 1953 zum Priester. Papst Paul VI. ernannte ihn am 16. Juni 1971 zum Weihbischof in Fort Wayne-South Bend und Titularbischof von Maraguia.
Der Erzbischof von Indianapolis, George Joseph Biskup, weihte ihn am 24. August desselben Jahres zum Bischof; Mitkonsekratoren waren Leo Aloysius Pursley, Bischof von Fort Wayne-South Bend, und Andrew Gregory Grutka, Bischof von Gary.
Am 8. Mai 1990 nahm Johannes Paul II. seinen altersbedingten Rücktritt an.